# Балабанчево
Балабанчево (болг. Балабанчево) — село в Болгарии. Находится в Бургасской области, входит в общину Сунгурларе.

## Политическая ситуация
Балабанчево подчиняется непосредственно общине и не имеет своего кмета.
Кмет (мэр) общины Сунгурларе — Георги Стефанов Кенов (Движение за права и свободы (ДПС)) по результатам выборов.
Согласно решению, принятому 13 февраля 2013 года на заседании Совета Министров страны, село Балабанчево подлежало закрытию. Основной причиной послужил дефицит постоянных жителей. Впоследствии территория села была присоединена к городу Сунгурларе.